# 兵庫県道16号明石神戸宝塚線
兵庫県道16号明石神戸宝塚線（ひょうごけんどう16ごう あかしこうべたからづかせん）は、兵庫県明石市から神戸市、西宮市を経て宝塚市に至る主要地方道（兵庫県道）である。

## 概要

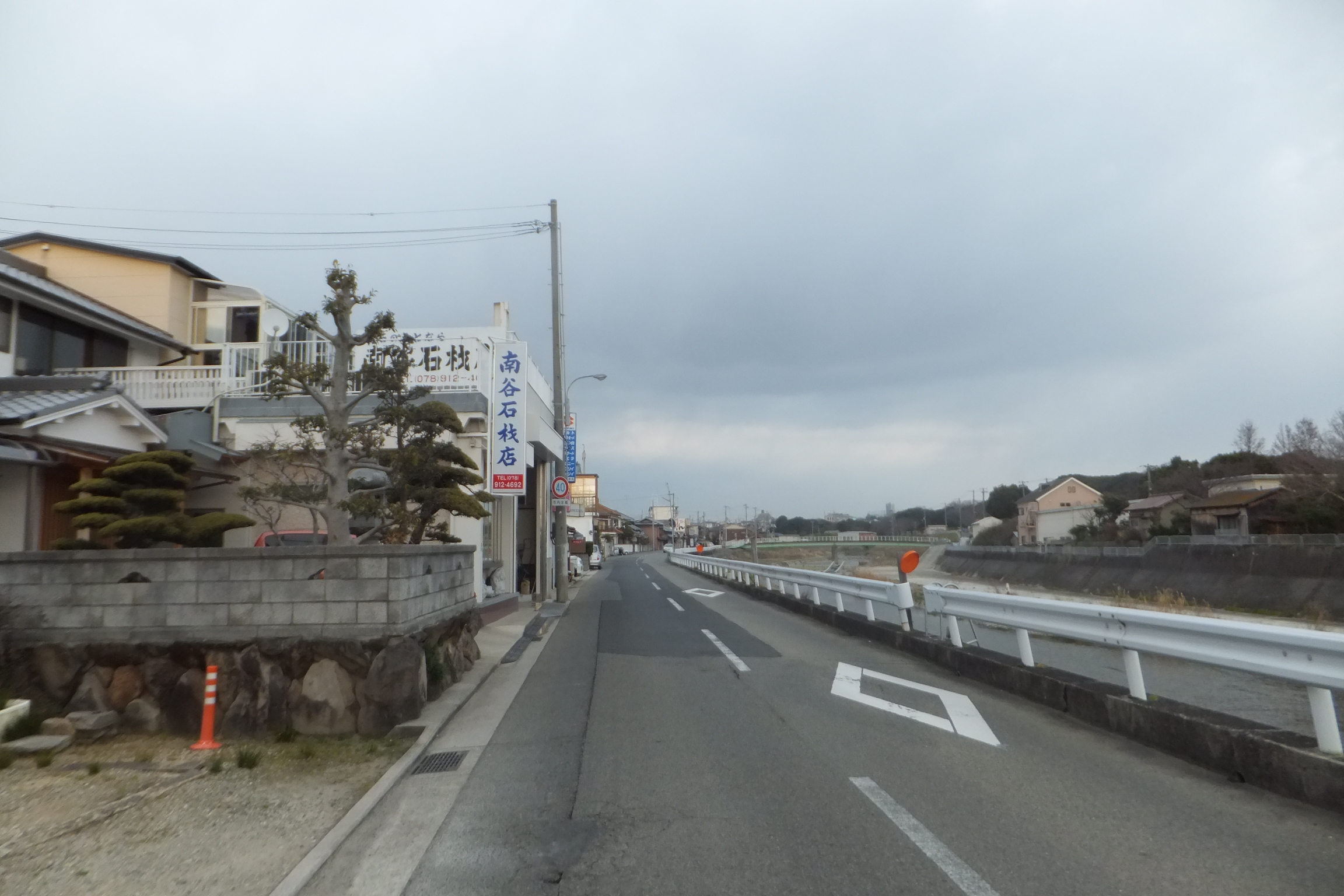
単独区間の開始地点
神戸市西区玉津町上池

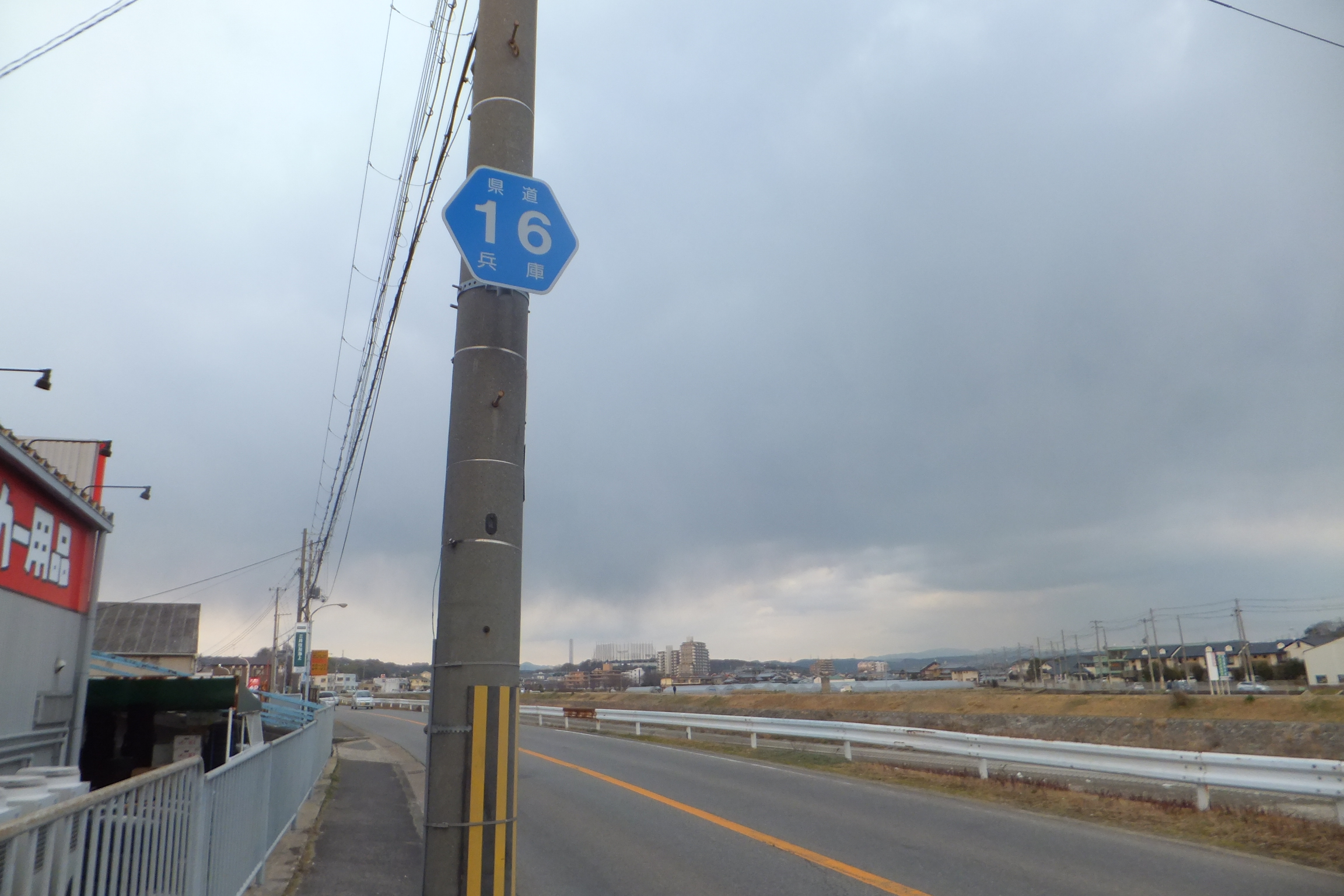
本道の標識
神戸市西区伊川谷町潤和

神戸市須磨区から北区にかけては、しあわせの村で分断された不通区間となっている。
神戸市北区山田町小部の小部峠交差点から西宮市の西宮北有料道路入口の区間は、六甲山系の山頂付近を東西に走る観光道路としての側面もあり「六甲山上道路」と呼ばれている。このうち小部峠交差点から六甲山記念碑台の区間には「西六甲ドライブウェイ」、六甲山記念碑台から六甲高山植物園の区間には「サンセットドライブウェイ」という愛称がついている。

### 路線概要

#### 明石市
- 兵庫県道52号小部明石線との重複区間であり、山陽本線明石駅と山陽電鉄本線山陽明石駅の高架下・兵庫県立明石公園の外周を通過する[1]。

#### 神戸市西区
- 玉津町上池で単独区間になり、伊川の沿岸部を通過する。その中で玉津町新方の兵庫県道21号神戸明石線白水橋交差点の南側の一部は1車線である。そこから、池上までは住宅地帯である。伊川谷町上脇から伊川谷町前開までは田園地帯を通過し、国道2号神戸西バイパス・兵庫県道65号神戸加古川姫路線と交差する。伊川谷町布施畑からは山岳路線であり、阪神高速7号北神戸線と立体交差する。

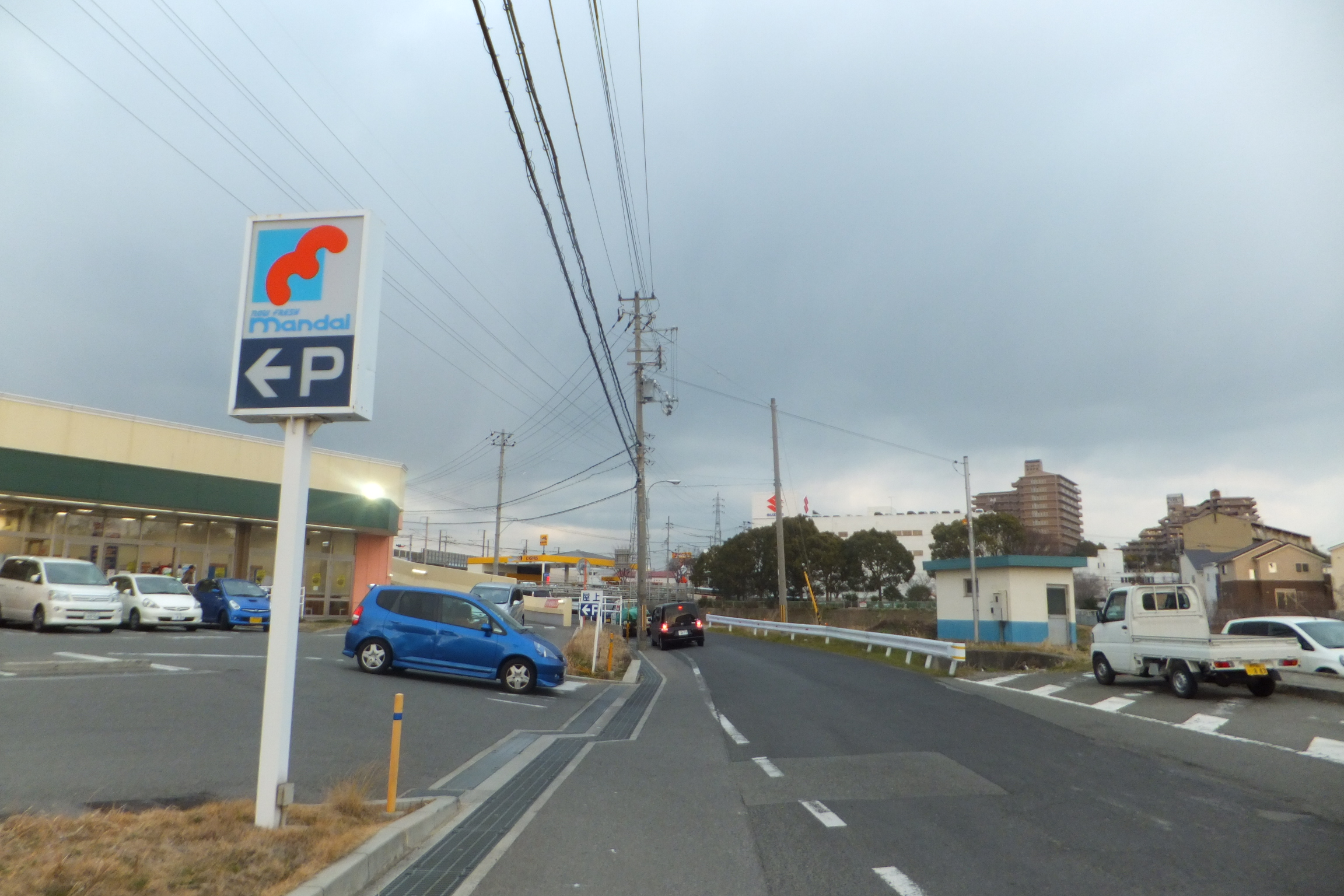
1車線の道路 神戸市西区玉津町新方
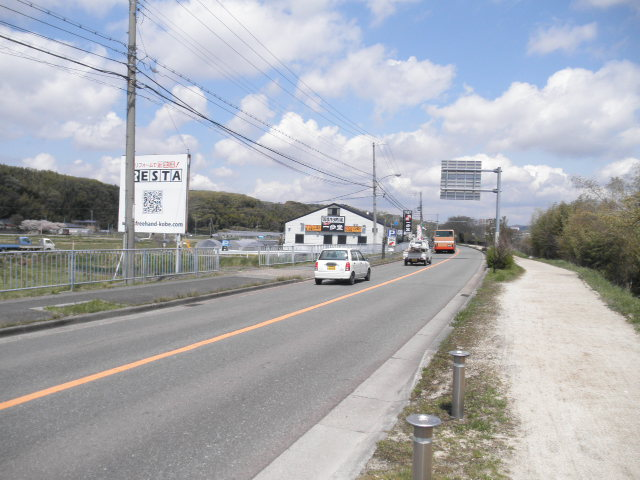
神戸市西区の田園地帯 神戸市西区伊川谷町長坂
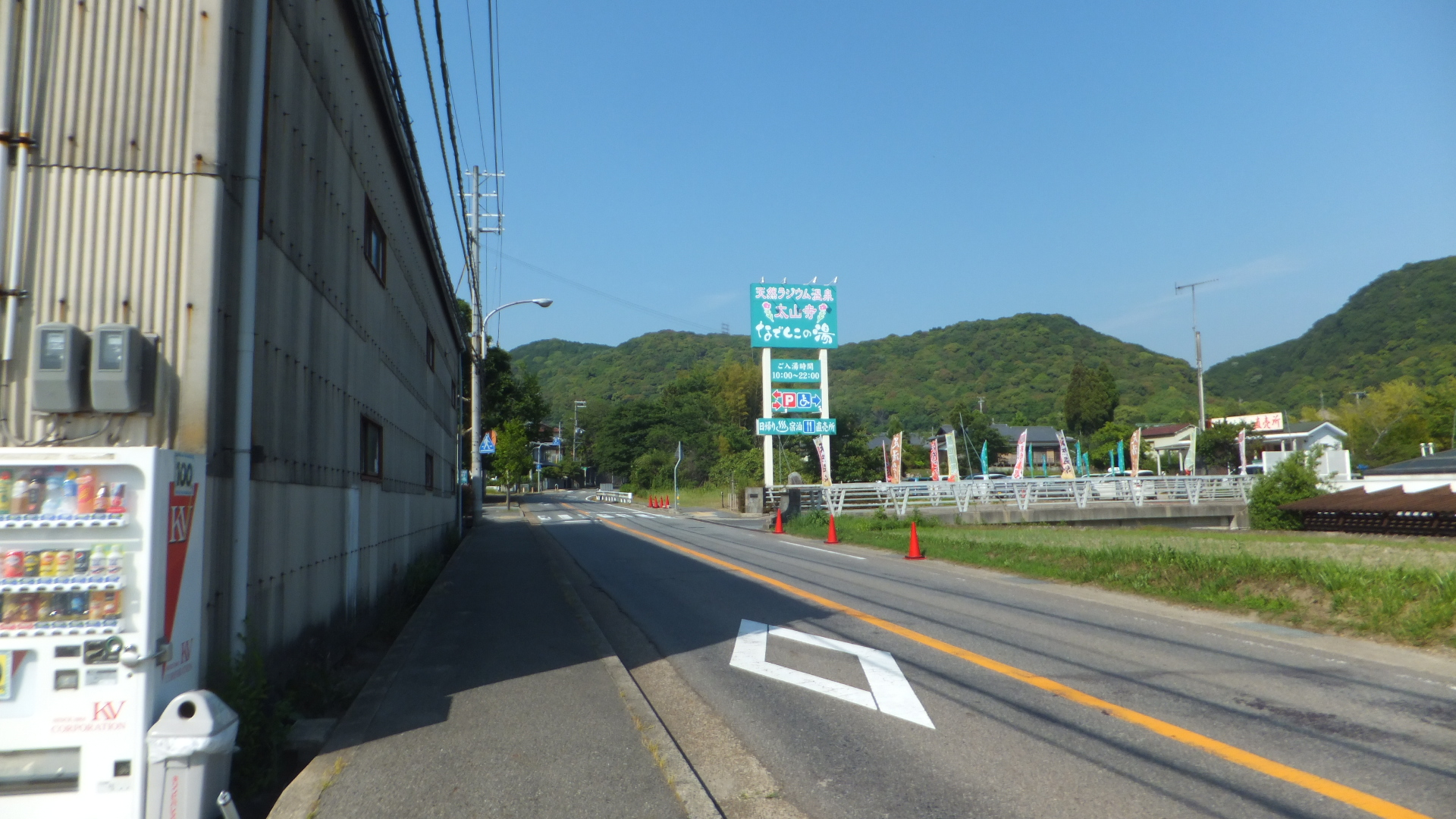
太山寺温泉付近 神戸市西区伊川谷町前開

#### 神戸市須磨区
- 白川台の付近まで兵庫県道22号神戸三木線の重複区間である。白川に入ると1車線の農村地帯を通過し、阪神高速31号神戸山手線の高架下を通過する。同市北区との境目が不通区間である。

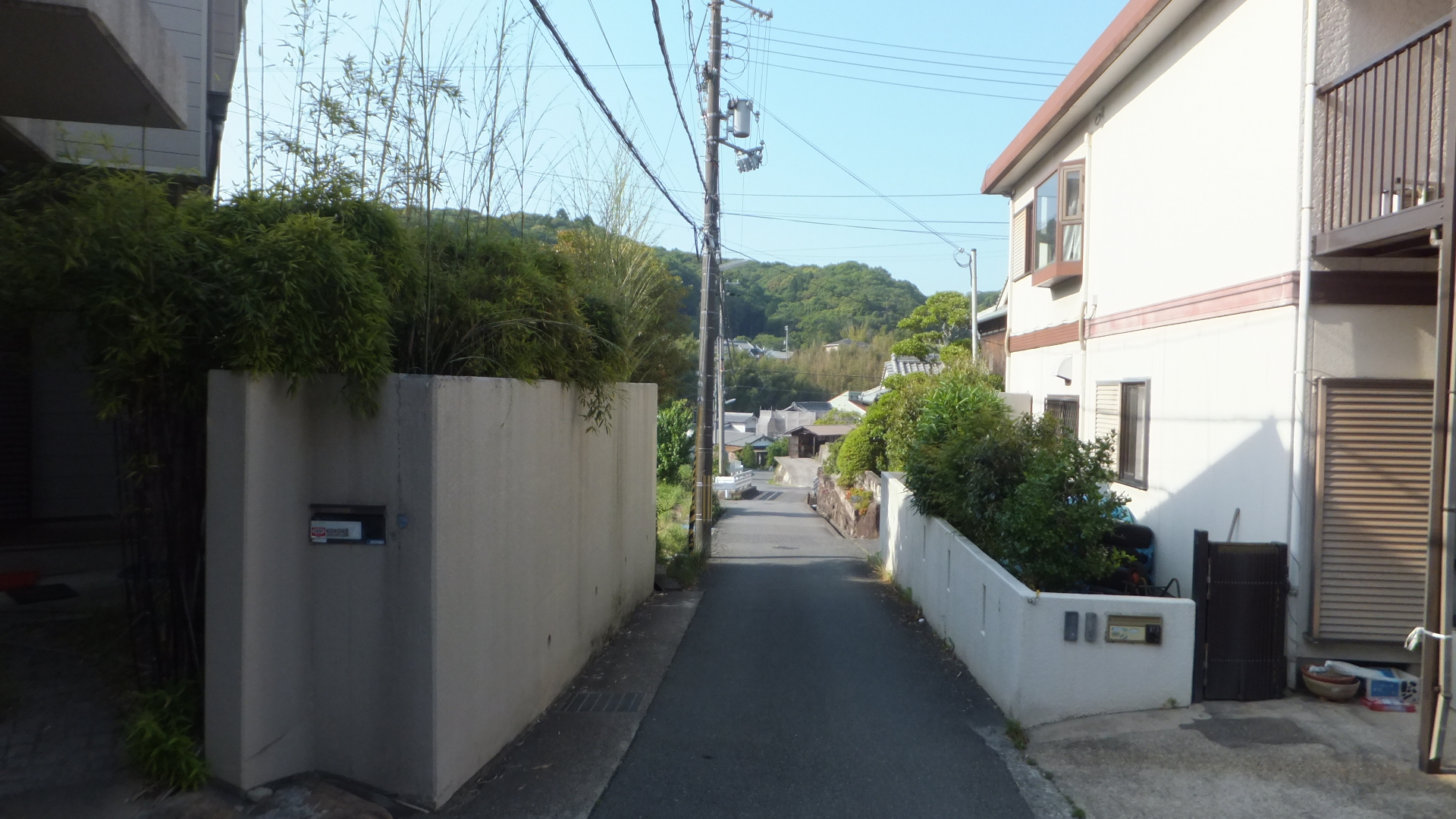
狭少区間 神戸市須磨区白川字上測地
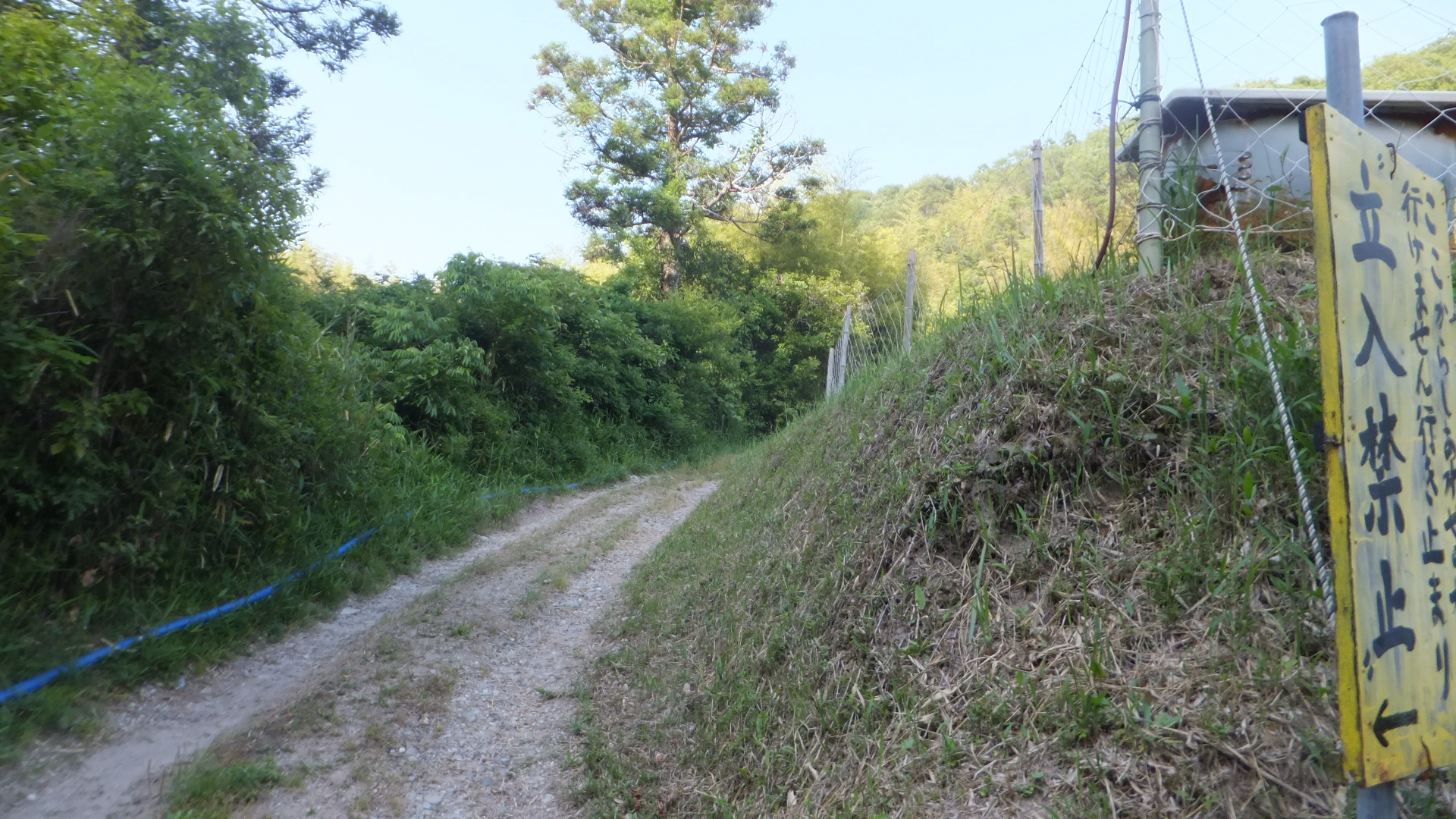
不通区間 神戸市須磨区白川

#### 神戸市北区
- 鈴蘭台の住宅地・繁華街を通過し、神戸弘陵高等学校から六甲山の西側を通過する。神戸電鉄有馬線北鈴蘭台駅前はバスターミナルなどの自動車のロータリーがないために渋滞しやすく、駅前の送り迎えの車で混雑する。このような事例からか、駅前の整備が検討されている[2][3]。

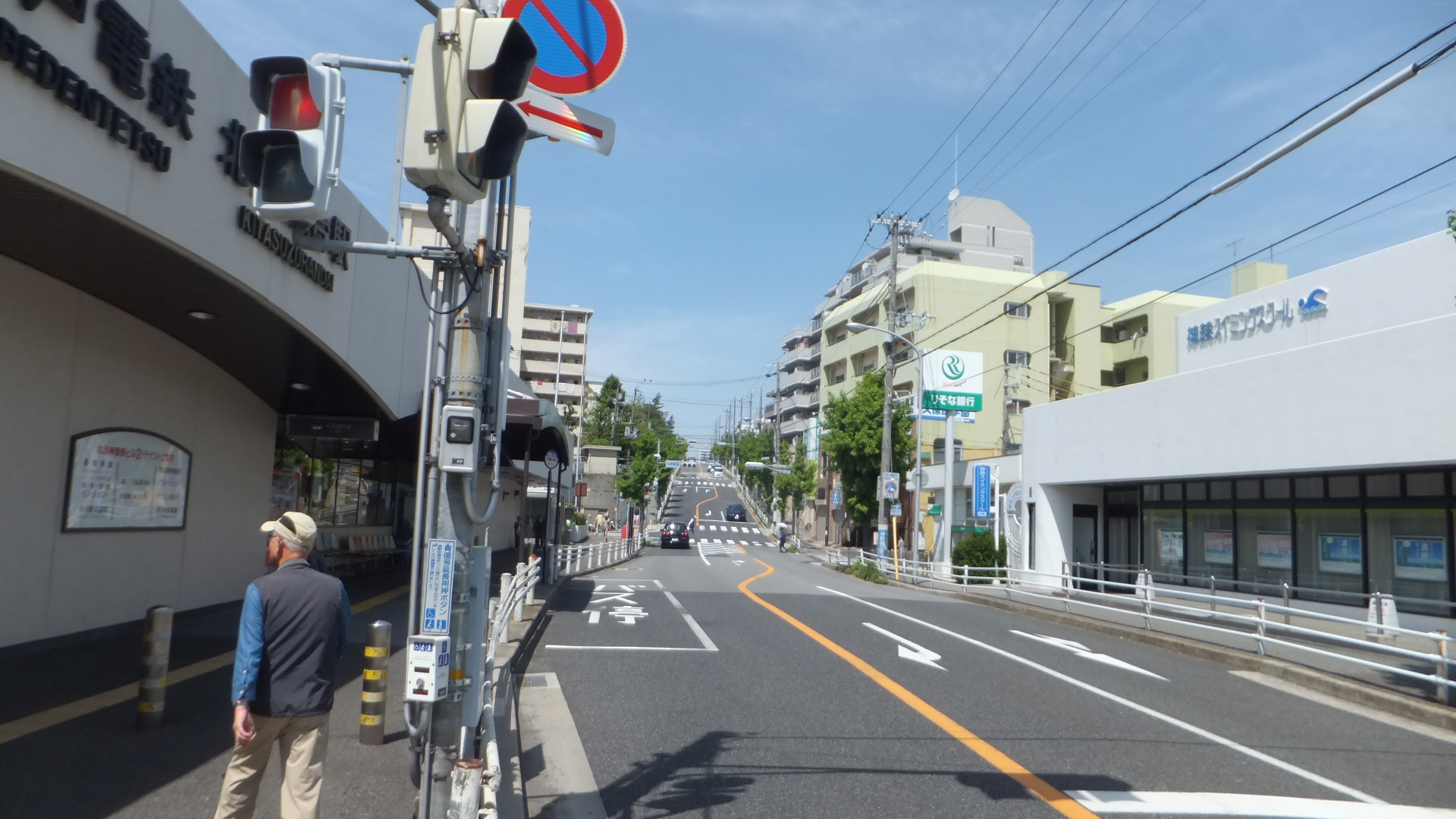
神戸電鉄有馬線北鈴蘭台駅付近 神戸市北区甲栄台4丁目
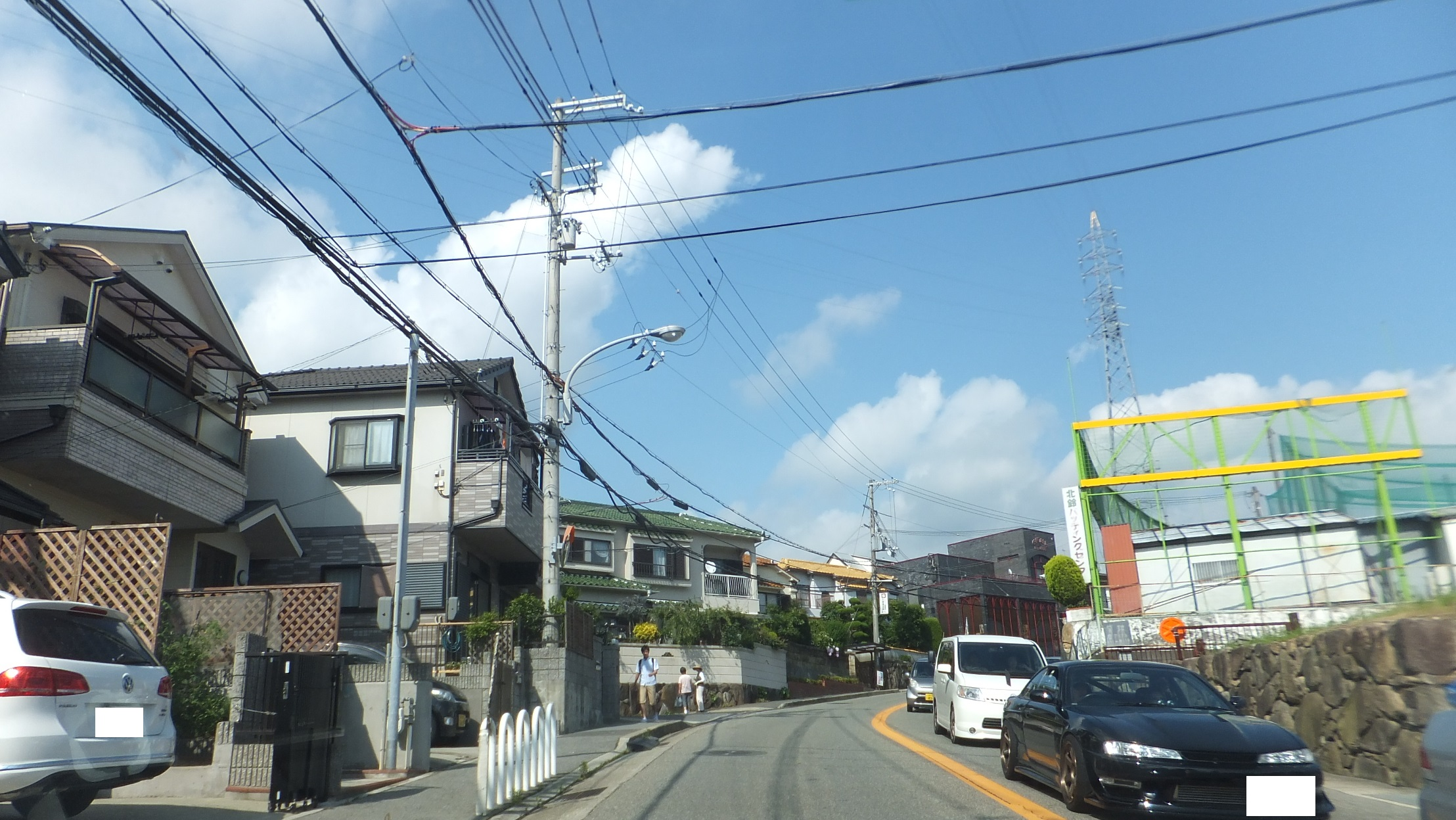
神戸弘陵高等学校付近 神戸市北区大脇台

#### 神戸市灘区
- 六甲山の山頂に西側から東側に進み、神戸市立六甲山牧場付近・表六甲ドライブウェイの交点・六甲高山植物園付近・六甲山カンツリーハウス付近を通過する。

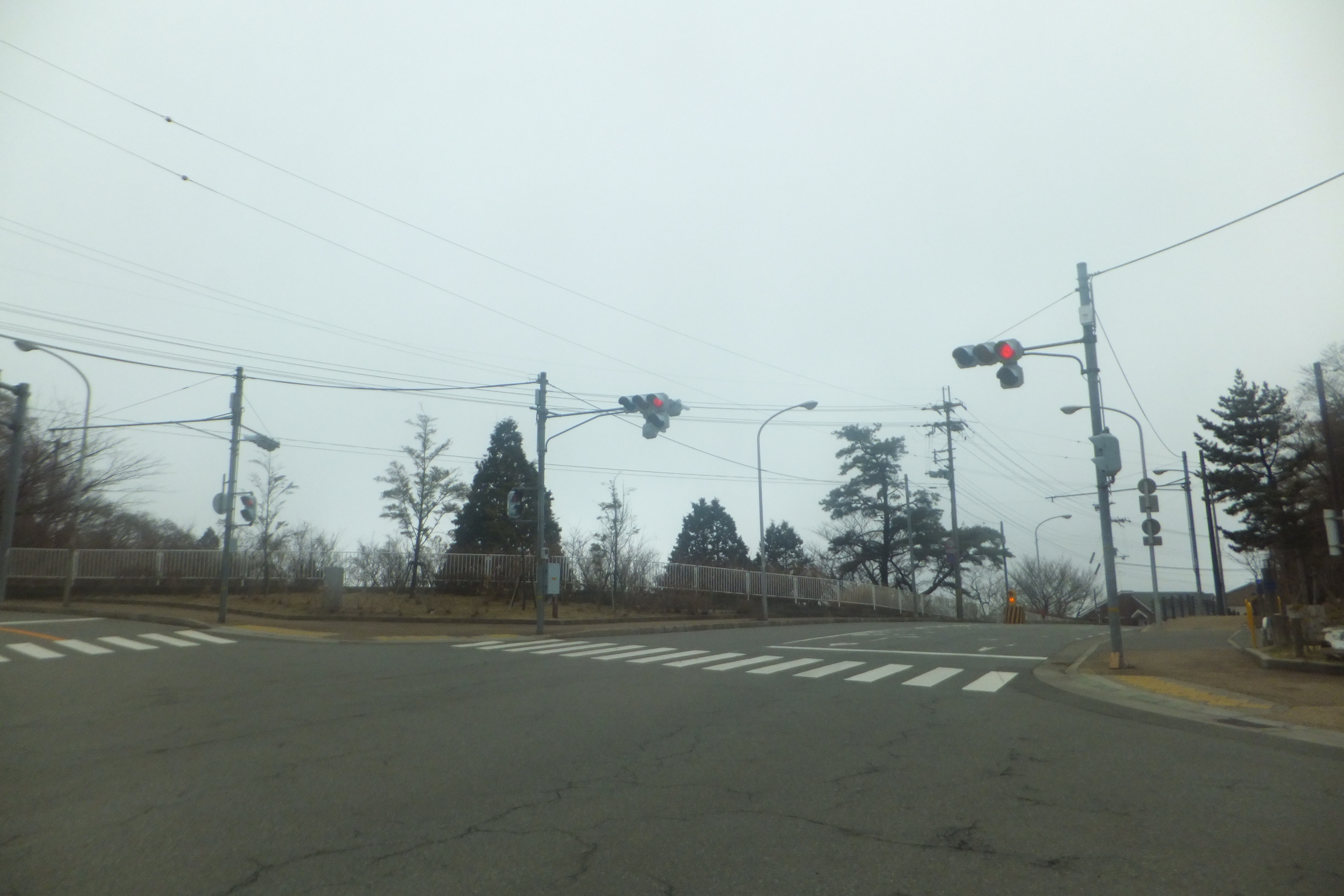
表六甲ドライブウェイの交点付近 神戸市灘区六甲山町

#### 神戸市東灘区
- 六甲山の頂上付近を縦断し、本山町で頂上部分に到達する[4]阪神・淡路大震災後は六甲最高峰付近から東へ進んだ後鉢巻山北側（西宮・神戸市境）の道路が地滑りによって崩落し、長らく通行止めの憂き目にあった。当該区間は復旧時に瀬戸内海国立公園に指定されているために配慮し、道路での再建は断念して、トンネルとして復旧させた。そして、鉢巻山トンネルで直進する新道に1997年2月7日に付け替られた。旧道は廃道し、崩落個所まで遊歩道として整備されている。[5][6]。

#### 芦屋市
- 六甲山頂上の東側にある後鉢巻山の真下を鉢巻山トンネルで通過して一旦西宮市に入った後、六甲山の石宝殿付近から芦有道路宝殿インター南側を通過する。震災前は後鉢巻山付近の旧道が神戸市から直接西宮市へ入っており、芦屋市を1回しか通らなかった。

#### 西宮市
- 六甲山の東側を縦断し、兵庫県道82号大沢西宮線との重複区間がある。兵庫県立西宮甲山高等学校付近を通過し、宝塚市の境目に至る。

#### 宝塚市
- 六甲山の東側を通過してから、逆瀬川地区の住宅地・逆瀬川沿いを通過する。阪急電鉄阪急今津線逆瀬川駅よりやや東側で兵庫県道114号西宮宝塚線と交差し、同線宝塚南口駅付近を通過して、宝塚大橋を渡り、国道176号で終点を迎える。

### 路線データ
- 起点：明石市（大明石町1交差点、国道2号交点）
- 終点：宝塚市栄町（宝塚歌劇場前交差点、国道176号交点）
- 総延長：不明（神戸市須磨区白川 - 神戸市北区山田町藍那（しあわせの村交差点）間が不通区間のため）

## 歴史
- 1954年（昭和29年）1月20日、建設省（現・国土交通省）が指定県道神戸六甲宝塚線を踏襲し主要地方道神戸宝塚線に指定[7]。
- 1954年（昭和29年）11月24日、兵庫県が主要地方道16号神戸宝塚線を認定。
- 1982年（昭和57年）12月1日、同年4月1日の主要地方道改正に伴い主要地方道16号明石神戸宝塚線に変更。同時に兵庫県道15号神戸三田線（1981年4月30日から一般国道428号線と重複）との重複区間だった神戸市兵庫区中町通・北区小部間が廃止され、新たに明石市・神戸市北区小部間が指定された。
- 1993年（平成5年）5月11日 - 建設省から、県道明石神戸宝塚線が主要地方道に再指定される[8]。

## 路線状況

### 重複区間
- 兵庫県道52号小部明石線（明石市大明石町・大明石町1交差点 - 神戸市西区玉津町上池）
- 兵庫県道65号神戸加古川姫路線（神戸市西区伊川谷町前開・太山寺トンネル前交差点 - 神戸市西区伊川谷町布施畑・布施畑西交差点）
- 兵庫県道22号神戸三木線（神戸市西区伊川谷町布施畑・布施畑南交差点 - 神戸市須磨区白川上側地）
- 兵庫県道52号小部明石線（神戸市北区鈴蘭台南町・北五葉5丁目交差点 - 神戸市北区鈴蘭台西町・藍那口交差点）
- 国道428号・兵庫県道15号神戸三田線（神戸市北区大脇台・北鈴入口交差点 - 神戸市北区山田町小部字惣六畑山・小部峠交差点）
- 兵庫県道82号大沢西宮線（西宮市越水社家郷山・盤滝トンネル東交差点 - 西宮市越水社家郷山）
- 兵庫県道337号生瀬門戸荘線（宝塚市逆瀬川 - 宝塚市南口・サンビオラ前交差点）

### 橋梁・トンネル
- 太山寺隧道

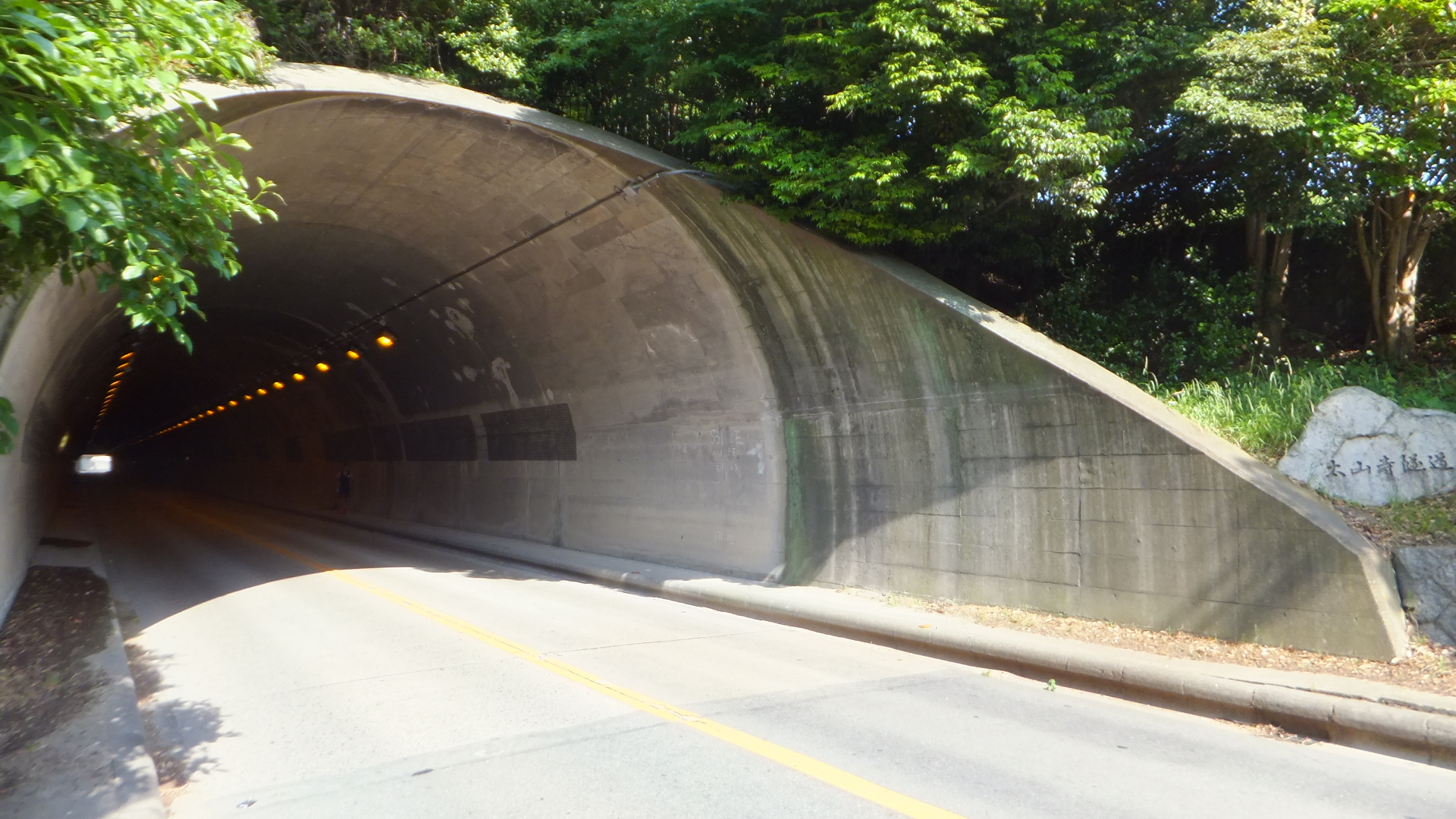
太山寺隧道

- 鉢巻山トンネル - 1997年3月に全長87mのトンネルとして開通した[5]。

## 地理

### 通過する自治体
- 明石市
- 神戸市
- 西宮市
- 宝塚市

### 交差する道路
- 国道2号（国道250号重複）・兵庫県道718号明石高砂線（明石市大明石町・大明石町1交差点、起点）
- 兵庫県道52号小部明石線（神戸市西区玉津町上池）
- 兵庫県道21号神戸明石線（神戸市西区伊川谷町潤和・白水橋交差点）
- 国道2号 神戸西バイパス一般部（神戸市西区伊川谷町上脇・新長坂橋交差点）
- 兵庫県道65号神戸加古川姫路線（神戸市西区西区伊川谷町前開・前開交差点）
- 兵庫県道65号神戸加古川姫路線（神戸市西区伊川谷町前開・太山寺トンネル前交差点）
- 阪神高速7号北神戸線 布施畑西出口・兵庫県道65号神戸加古川姫路線（神戸市西区伊川谷町布施畑・布施畑西交差点）
- 兵庫県道22号神戸三木線（神戸市西区伊川谷町布施畑・布施畑南交差点）
- 兵庫県道22号神戸三木線（神戸市須磨区白川上側地）
未供用区間あり
- 兵庫県道52号小部明石線（神戸市北区鈴蘭台南町・北五葉5丁目交差点）
- 兵庫県道52号小部明石線（神戸市北区鈴蘭台西町・藍那口交差点）
- 国道428号（兵庫県道15号神戸三田線 重複）（神戸市北区大脇台・北鈴入口交差点）
- 国道428号（兵庫県道15号神戸三田線 重複）（神戸市北区山田町小部字惣六畑山・小部峠交差点）
- 奥摩耶ドライブウェイ（神戸市灘区六甲山町中一里山）
- 表六甲ドライブウェイ（神戸市灘区六甲山町東山の内西谷）
- 裏六甲ドライブウェイ（神戸市灘区六甲山町北六甲）
- 芦有ドライブウェイ（西宮市越水社家郷山）
- 西宮北道路
- 兵庫県道82号大沢西宮線（西宮市越水社家郷山・盤滝トンネル東交差点）
- 兵庫県道82号大沢西宮線（西宮市越水社家郷山）
- 兵庫県道114号西宮宝塚線・兵庫県道337号生瀬門戸荘線（宝塚市逆瀬川）
- 兵庫県道337号生瀬門戸荘線（宝塚市南口・サンビオラ前交差点）
- 国道176号（宝塚市栄町・宝塚歌劇場前交差点、終点）

### 沿線にある施設など
- しあわせの村
- 森林植物園
- 六甲山牧場
- 六甲山ホテル
- 六甲山自然保護センター
- ROKKO森の音ミュージアム
- 六甲高山植物園
- 六甲山人工スキー場
- 六甲山カンツリーハウス
- 六甲ガーデンテラス